# Mabel Collins
Mabel Collins (Pseudonym, eigentlich Minna Cook bzw. Mrs. Keningale Cook, manchmal auch Mrs. Kenningdale Cook) (* 9. September 1851 in Saint Peter Port, Guernsey; † 31. März 1927 in Gloucester, England) war eine britische Autorin, Theosophin und Tierschützerin.

## Leben und Wirken

### Kindheit und Ehe
Collins wurde am 9. September 1851 unter ihrem Geburtsnamen Minna Collins auf der Kanalinsel Guernsey als einziges Kind von Edward James Mortimer Collins (1827–1876) und Susanna Hubbard (1808–1867) geboren. Aus der ersten Ehe ihrer Mutter, 19 Jahre älter als der Vater, hatte sie sechs Halbgeschwister. Der Vater schrieb Gedichte, betätigte sich als Journalist und Lehrer, war aber die meiste Zeit seines Lebens in finanziellen Schwierigkeiten. 1856 zog die Familie auf das englische Festland, Gelegenheitsarbeiten annehmend und verfolgt von den Gläubigern, wechselte mehrmals der Wohnort, bis sie 1866 in Knowl Hill (bei Maidenhead) sesshaft wurden. 

Collins besuchte keine Schule, Unterricht erhielt sie zu Hause von ihrem Vater. Dieser legte Wert auf Poesie, Philosophie und Literatur, vernachlässigte demgegenüber jedoch andere Gegenstände. Im Vergleich mit gleichaltrigen Mädchen ihrer Zeit war ihr Wissen dadurch unausgewogen, einerseits weit voraus, fehlten andererseits Selbstverständlichkeiten. Bereits mit 12 Jahren begann sie kleine Erzählungen und Gedichte zu verfassen.
Am 3. August 1871 heiratete sie in Knowl Hill Keningale Robert Cook (1845–1886). Die Ehe blieb kinderlos und war nach wenigen Jahren zunehmend von gegenseitiger Entfremdung geprägt, ab Februar 1885 lebten sie getrennt. In den 1890er Jahren heiratete sie ein weiteres Mal, ihr zweiter Ehemann starb nach wenigen Jahren, genaueres ist darüber nicht bekannt. 

Seit ihrer ersten Eheschließung hieß Collins eigentlich Minna Cook bzw. Mrs. Keningale Cook, manchmal auch Mrs. Kenningdale Cook geschrieben. Ihr Vater prägte in ihrer Kindheit den Kosenamen Mabel und ihre Bücher, die sie später unter dem Namen Mabel Collins veröffentlichte, machten sie unter diesem eigentlichen Pseudonym bekannt.

### Als Schriftstellerin
1875 veröffentlichte sie ihren ersten Roman The Blacksmith and Scholar unter dem Namen Mabel Collins. Ihr zweites Werk An innocent Sinner, das 1877 erschien, war ein Bestseller und machte sie bekannt. Insgesamt verfasste sie 46 Bücher und zahlreiche Zeitschriftenartikel. Ihre Romane und Geschichten hatten meist einen okkulten Hintergrund. Das berühmteste Buch war Light on the Path (Licht auf dem Pfad) das erstmals in Fortsetzungen 1887 und 88 in der theosophischen Zeitschrift Lucifer abgedruckt und 1888 in Buchform veröffentlicht wurde. In esoterischen Kreisen ist dieses Werk bis heute aktuell. Mehrere Werke sollen durch Automatisches Schreiben entstanden sein.

### Als Theosophin
Ende der 1870er Jahre hatte Collins erstmals Kontakt mit dem Spiritismus. Sie besuchte Séancen und wurde schließlich selbst als Medium tätig. Wie bereits erwähnt, sollen ihr mehrere Bücher auf diesem Wege übermittelt worden sein. Später lehnte sie diese Tätigkeit allerdings ab und bezeichnete sie als gefährlich.
1881 trat sie der London Lodge und damit der Theosophischen Gesellschaft bei und 1884 traf sie erstmals mit Helena Blavatsky zusammen. Als Blavatsky am 1. Mai 1887 nach London übersiedelte, stellte sie Collins ihr Haus in Upper Norwood (heute zu London Borough of Croydon), Maycot genannt, als Wohnung bis Oktober 1887 zur Verfügung. Auch war sie am 19. Mai 1887 eine der Gründerinnen der Blavatsky Lodge und unterstützte Blavatsky bei der Herausgabe ihres Werkes Die Geheimlehre. Mit Gründung der Zeitschrift Lucifer, dessen erste Ausgabe am 15. September 1887 erschien, wurde sie zur stellvertretenden Herausgeberin ernannt, auch veröffentlichte sie in der Zeitschrift eine Reihe von eigenen Artikeln.
Am 15. Februar 1889 verlor sie ihren Posten bei der Zeitschrift Lucifer und im April 1889 trat sie aus der Theosophischen Gesellschaft aus oder wurde ausgeschlossen, die Angaben darüber sind verworren. Angeblich erhob Blavatsky gegen Collins den Vorwurf, mit Archibald Keightley schwarzmagische und tantrische Rituale ausgeführt zu haben. Auch Archibalds Onkel Bertram Keightley soll darin verwickelt gewesen sein, beides wurde von Collins bestritten. Jedenfalls vergiftete die Angelegenheit die Atmosphäre und produzierte einen Skandal, der schließlich zum Ausscheiden führte. 

Im Anschluss daran kam es zur Coues-Collins charges. Dabei behauptete Elliott Coues, Collins hätte auf Anweisung Blavatskys gesagt, ihr Buch Licht auf dem Pfad wäre von den Meistern der Weisheit diktiert worden. Diese Aussage habe dann Blavatsky benutzt, um die Theosophische Gesellschaft aufzuwerten. Das Ganze führte zu einer Reihe von gerichtlichen Auseinandersetzungen und untergrub die Gesundheit Collins, die dadurch über Jahre hinweg Nervenzusammenbrüche hatte.

### Geschäfte und soziales Engagement
Beim Tod ihres ersten Mannes 1886 erbte Collins und zusammen mit den Einnahmen aus ihrer schriftstellerischen Tätigkeit konnte sie ein sorgenfreies Leben führen. Zusammen mit zwei Partnern gründete sie etwa um 1890 die Pompadour Cosmetique Company, wobei sie die Geldgeberin war. Das Unternehmen erwies sich als Fehlschlag, vernichtete ihr Vermögen und 1892 musste sie Bankrott erklären. Die nächsten Jahre widmete sie wieder dem Schreiben, erholte sich aber nur mühsam von ihrem finanziellen Desaster. 1913 verlor sie bei einer Bankenpleite erneut ihr Geld und war bis an ihr Lebensende auf die Unterstützung von Freunden angewiesen. 

1899 wurde sie Sekretärin bei der British Union for the Abolition of Vivisection (BUAV) (Britische Gesellschaft zur Aufhebung der Vivisektion) und 1909 zog sie für die BUAV als Parliamentary Secretary ins britische Parlament. Neben diesem Engagement für den Tierschutz trat sie für den Vegetarismus ein und als Impfgegnerin in Erscheinung.

### Als Anthroposophin
Seit 1909 mit den Arbeiten Rudolf Steiners bekannt, traf sie diesen selbst im Jahre 1913. Anthroposophische Quellen sprechen auch von einer Mitgliedschaft Collins in der Anthroposophischen Gesellschaft, theosophische Quellen besprechen nur ein Naheverhältnis zur Anthroposophie, die tatsächliche Sachlage ist unklar. Infolge der antideutschen Haltung im Vereinigten Königreich nach Ausbruch des Ersten Weltkrieges war sie gezwungen, eine distanziertere Haltung gegenüber Steiners Lehre einzunehmen. Infolgedessen, wie auch aus der Zwangslage ihrer finanziellen Nöte heraus, näherte sie sich ab 1914/15 wieder der Theosophie der nunmehrigen Theosophischen Gesellschaft Adyar an, wovon Schriftverkehr mit Annie Besant zeugt.

## Werke (Auswahl)
- Der Schüler. Ein okkulter Bericht über Forschungen zur Lebensverlängerung. Aquamarin Verlag, Grafing 1983, ISBN 3-89427-290-2.
- Die Lotuskönigin. Ein okkulter „Roman“ aus dem alten Ägypten. Das Idyll vom weißen Lotus. Manas Verlag, Stuttgart 1984, ISBN 3-89071-011-5.
- Flita, Die Blüte und die Frucht, Die wahre Geschichte einer schwarzen Magierin. Ullrich Verlag, Calw 1980, ISBN 3-924411-19-0.
- Geschichte des Jahres. Perseus Verlag, Basel 2001, ISBN 3-907564-35-9.
- Licht auf dem Pfad. Aquamarin Verlag, Grafing 2001, ISBN 3-89427-206-6.